# Nikolai Grigorjewitsch Markin

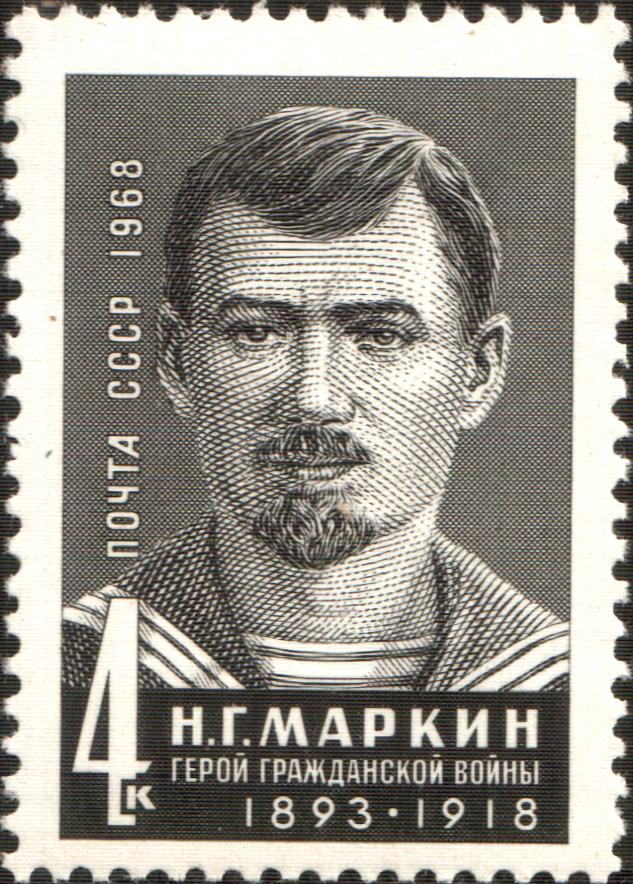
4-Kopeken-Briefmarke der Sowjetischen Post anlässlich des 50. Todestages: N. G. Markin. Held des Bürgerkrieges. 1893–1918

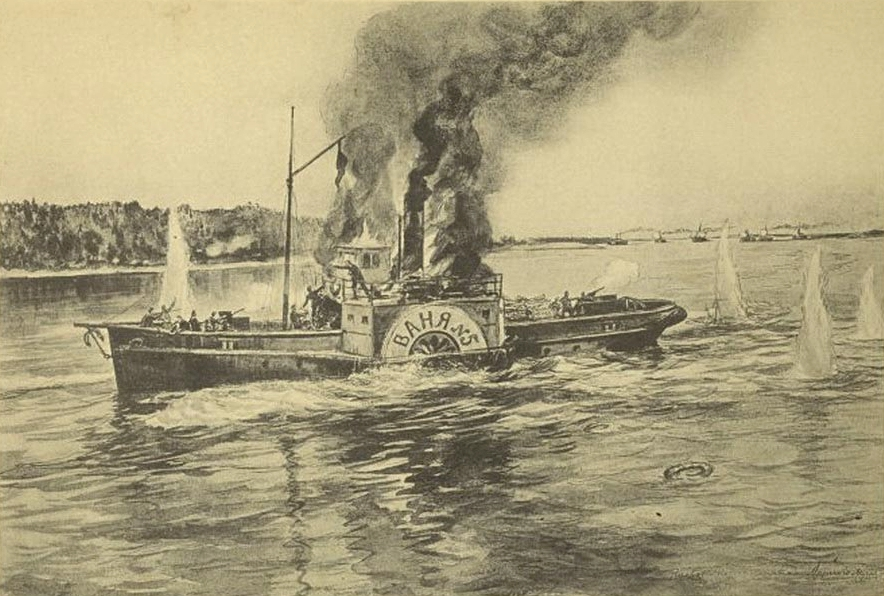
Nikolai Markins
Kanonenboot Wanja N5 unter Artilleriebeschuss

Nikolai Grigorjewitsch Markin (russisch Николай Григорьевич Маркин; * 9. Maijul. / 21. Mai 1893greg. im Dorf Russki Syromjas, heute Markino, Landkreis Gorodischtsche, Gouvernement Pensa; † 1. Oktober 1918 nahe dem Dorf Pjany Bor auf der Kama) war ein Teilnehmer der Oktoberrevolution und des Bürgerkrieges. Der Gefolgsmann Trotzkis kam als Kommissar der Roten Flotte auf einem Kanonenboot der Wolga-Flottille im Kampf gegen die Weißen um.

## Leben
In seinem Heimatdorf wuchs Nikolai Markin unter Bauern auf. 1910, als der Revolutionär in einem Papierwarenladen arbeitete, kam er für acht Monate ins Gefängnis. 1914 wurde Nikolai Markin zum Militärdienst einberufen. In Kronstadt wurde er in der Baltischen Flotte zum Unteroffizier im Umgang mit Seeminen ausgebildet. 1916 trat er der SDAPR bei.
Nikolai Markin nahm an der Februarrevolution teil. Als Mitglied des bolschewistischen Kronstädter Komitees wurde er in den Petrograder Sowjet delegiert. Seit April 1917 war er einer der Personenschützer Lenins. Im Frühsommer 1917 wurde er Mitglied des Allrussischen Zentralen Exekutivkomitees. Nach der Oktoberrevolution organisierte er zusammen mit Iwan Salkind die Decodierung und Veröffentlichung der von den Revolutionären beschlagnahmten diplomatischen Geheimverträge in den Archiven des Außenministeriums.
Nikolai Markin wurde im Juni 1918 nach Nischni Nowgorod geschickt und formierte dort die Wolga-Flottille. Im September 1918 war er während der Schlacht um Kasan als Kommissar bei der Landung der Roten Armee im Kampf gegen die Weiße Armee beteiligt.

## Trotzki
Trotzki setzt im Kapitel 24 seiner Erinnerungen – In Petrograd – Markin ein Denkmal. Seine überschwängliche Lobeshymne erscheint als ehrlich gemeint. Über Markin müsse Trotzki sprechen, denn durch diesen Kämpfer habe „die Oktoberrevolution gesiegt“. Trotzki erzählt anno 1929 aus den Jahren 1917/1918: „Markin war Matrose der Baltischen Flotte, Artillerist und Bolschewik. Er hatte sich nicht gleich offenbart. Sich vorzudrängen lag nicht in seinem Charakter. Markin war kein Redner, das Sprechen fiel ihm schwer. Außerdem war er schüchtern und verschlossen – es war die Verschlossenheit der nach innen gekehrten Kraft. Markin war aus einem Guß, und zwar aus echtem Material. Ich hatte von seiner Existenz keine Ahnung, als er bereits die Sorge um meine Familie übernommen hatte. Er schloß Bekanntschaft mit meinen Jungens, bewirtete sie in der Kantine des Smolny mit Tee und Butterbroten und bereitete ihnen überhaupt kleine Freuden, an denen jene harte Zeit so arm war. Unauffällig kam er sich erkundigen, ob alles in Ordnung wäre. Von den Knaben … erfuhr er, daß wir in einem feindlichen Lager wohnten. Markin stattete dem Portier und dem Hauskomitee einen Besuch ab, wie es scheint, nicht allein, sondern mit einer Gruppe von Matrosen. Er fand wohl sehr überzeugende Worte, denn alles um uns herum veränderte sich plötzlich. In unserem bürgerlichen Hause war die Diktatur des Proletariats noch vor der Oktoberrevolution errichtet worden. Erst später erfuhren wir, daß das alles der Freund unserer Kinder, der Matrose der Baltischen Flotte, Markin, vollbracht hatte … Dann begann der Bürgerkrieg. Markin stopfte die Löcher zu, deren es genügend gab. Jetzt richtete er weit im Osten die Diktatur des Proletariats auf. Markin befehligte eine Flottille auf der Wolga und trieb den Feind vor sich her. Erfuhr ich, daß sich an einer gefährdeten Stelle Markin befand, wurde mir ruhiger und wärmer ums Herz. Aber die Stunde schlug. Auf der Kama hat eine feindliche Kugel Nikolai Georgjewitsch Markin ereilt und die festen Seemannsbeine umgeworfen.“

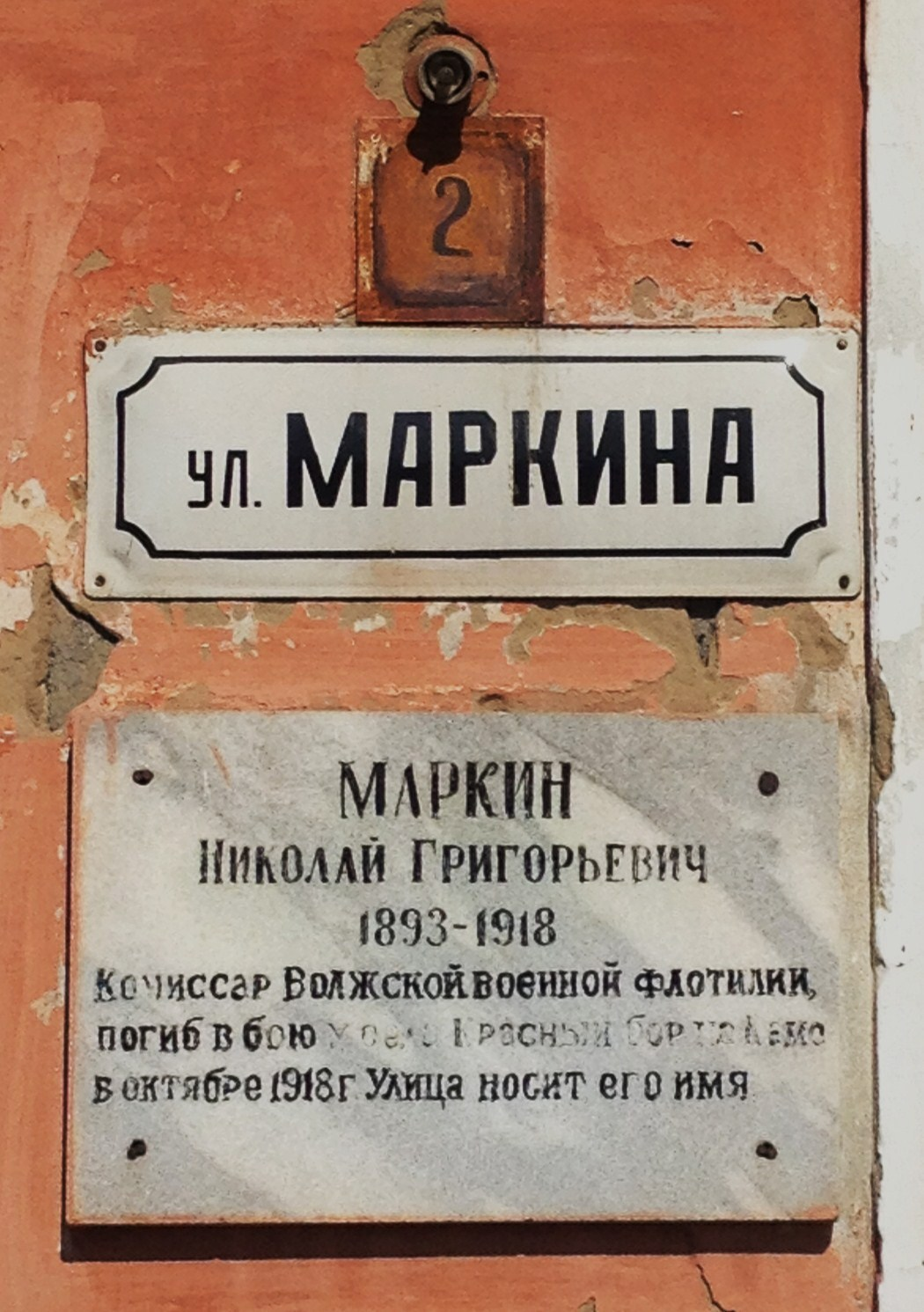
Gedenktafel am Haus in der Kasaner Markinstraße 2

## Ehrungen
- 1919: Ein 1912 erbautes Motorschiff der Wolga-Reederei wird auf den Namen Pamjat Markina (zum Gedenken an Markin)[7] umgetauft.
- 1960: Nikolai Markins Geburtsort Russki Syromjas wird in Markino umbenannt.
- In Astrachan, Kasan und in Sankt Petersburg gibt es eine Markinstraße.
- In Wyborg steht ein Markin-Denkmal.